# هشام الخيبري
هشام عثمان الخيبري هو لاعب كرة قدم سعودي.

## مسيرة اللاعب
لعب في نادي الأنصار ونادي الذهب ونادي العلا ونادي قفار ونادي جبة.